# ستارة (محافظة خليص)
ستارة قرية سعودية، تتبع محافظة خليص بمنطقة مكة المكرمة. تقع في شمال شرق مدينة جدة بمسافة نحو (120) كم.